# Diskotéka na bruslích
Diskotéka na bruslích (v anglickém originále Roller Disco) je 5. díl 3. série seriálu Zlatá sedmdesátá (celkově je to 56. díl). Poprvé byl v USA odvysílán 14. listopadu 2000 na stanici Fox, v ČR měl premiéru v roce 2010 na stanici HBO. Jako v každém dílu seriálu zazněla ústřední píseň „Out The Street od Cheap Trick“, , kterou zpívají teenageři v Ericově autě. Epizoda trvala 24 minut, režíroval ji David Trainer.

## Děj
Jackie přišla s novinkou, že se v Point Place pořádá diskotéka na bruslích. Naznačovala Hydovi, že by chtěla jít s ním, jenže jemu to přišlo směšné a odbyl ji. Jackie tedy pozvala Feze, který čekal na to, až bude moct s Jackie někam jít. Kelso samozřejmě na Feze žárlil a celou dobu, co tancovali v soutěži, na ně bučel. Vyhráli 1. místo a za to dostali šampaňské, které vypila Jackie sama. Když byla opilá, chtěla se s Fezem vyspat a i když na to celou dobu čekal, neudělal to. Připadalo mu nečestné s ní vyspat, když nevnímala.
Red vyhodil jednoho ze zaměstnanců Earla, který ho za to zažaloval. S Ericem byl na výslechu, kde se ptali na otázky na téma jaký Red je. Pro Erica to samozřejmě bylo těžké a různě se pokoušel změnit téma. Nakonec však Red svým chováním na otázky odpověděl. Earl přišel o 70 minut později a vymlouval se jako obvykle na to, že mu auto srazilo psa. Soud vyhrál Red, protože pozdním příchodem a špatnou výmluvou se prokázalo, že Red měl důvod ho vyhodit.